# James McMillin
James Burge McMillin (Seattle, 3 de septiembre de 1914-Bremerton, 22 de agosto de 2005) fue un deportista estadounidense que compitió en remo. Participó en los Juegos Olímpicos de Berlín 1936, obteniendo una medalla de oro en la prueba de ocho con timonel.

## Palmarés internacional
| Juegos Olímpicos | Juegos Olímpicos  | Juegos Olímpicos | Juegos Olímpicos |
| Año              | Lugar             | Medalla          | Prueba           |
| ---------------- | ----------------- | ---------------- | ---------------- |
| 1936             | Berlín (Alemania) | Medalla de oro   | Ocho con timonel |